# Kotě

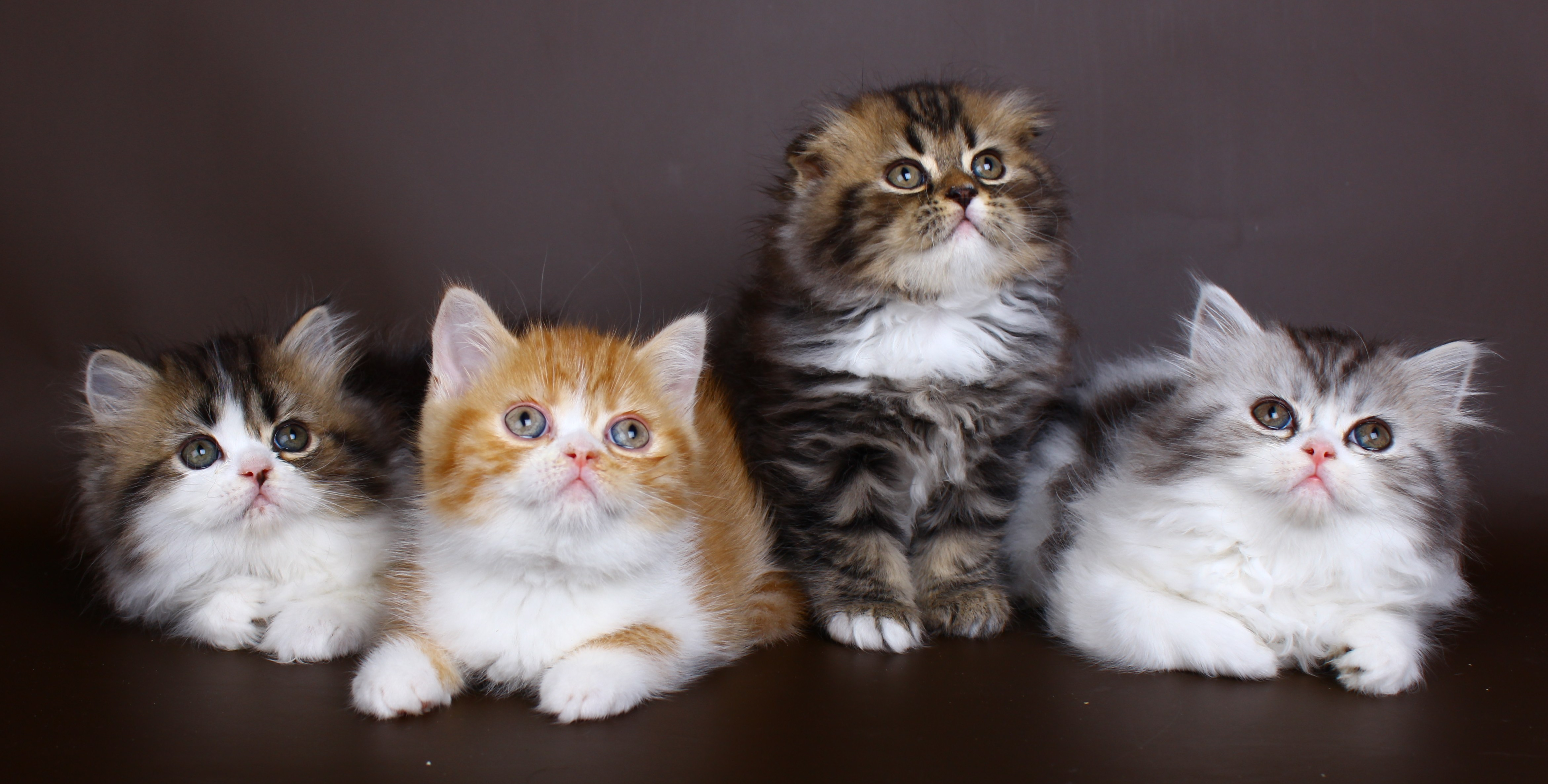
Koťata skotské klapouché kočky

Kotě je mládě kočkovité šelmy. Rodí se zpravidla po dvou měsících březosti matky, a to v počtu 1 až 10. Mladá koťata jsou velice přítulná a roztomilá zvířata, a to i u divoce žijících druhů.

## Porod
Průměrná doba březosti kočkovitých šelem je 65 dní, s odchylkami od 58 do 71 (ale např. u lvů 100–120 dní). Koťata se rodí v plodovém obalu – amniu, který matka po porodu roztrhne a pozře.

## Vývoj po narození

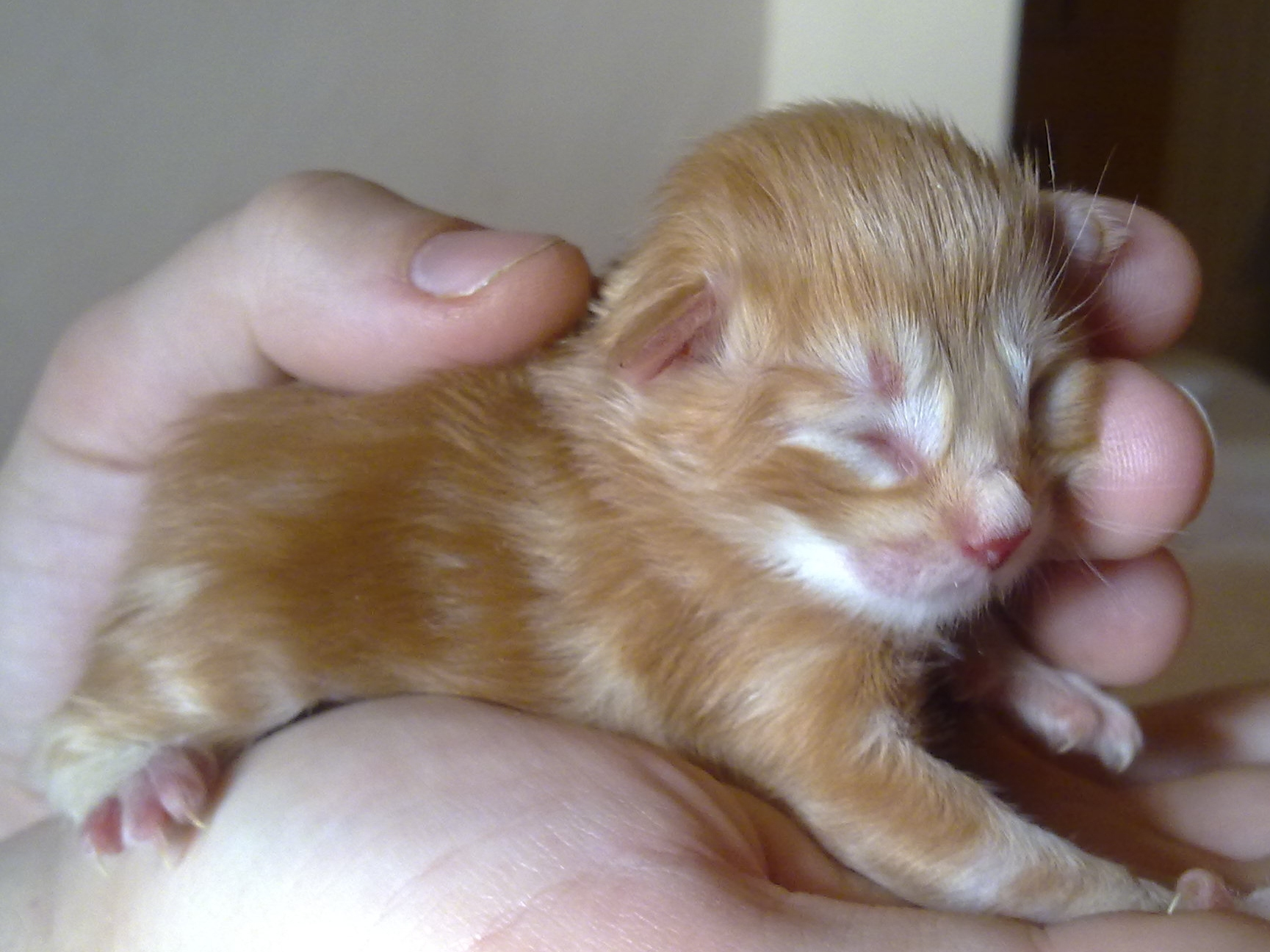
Jednodenní kotě

Několik týdnů nemohou koťata vylučovat moč ani trus bez stimulace matkou. Neumí také regulovat svou tělesnou teplotu, proto je matka musí zahřívat, je-li okolní teplota nižší než 27 °C.
První tři týdny jsou koťata zcela závislá na výživě mateřským mlékem. Získávají z něj protilátky – ochranu před infekčními onemocněními. Navíc novorozená koťata neumí koncentrovat moč, a tak mají vysokou potřebu příjmu kapalin.
Koťata otvírají oči asi 7 až 10 dní po porodu. Nejprve je sítnice vyvinuta jen slabě a vidění je špatné. Až teprve po 10 týdnech vidí kotě stejně dobře jako dospělý jedinec.
Vývoj koťat od druhého do sedmého týdne je velmi rychlý, zlepšuje se jejich koordinace a síla, hrají si s ostatními sourozenci a začínají zkoumat svět mimo své hnízdo či doupě. Učí se umývat, stejně jako lovit a číhat na kořist, čímž využívají své vrozené schopnosti predátora. Tyto jejich schopnosti vylepšuje matka tak, že jim přináší živou kořist do hnízda, později pak svým potomkům předvádí lovecké techniky.

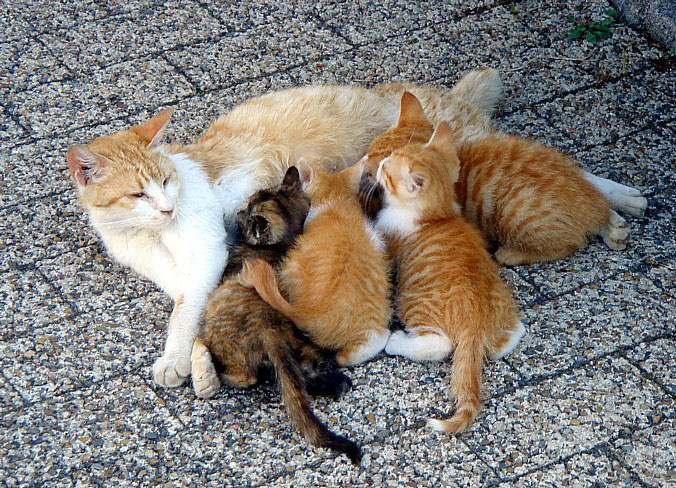
Koťata sající mléko od matky

Když koťata dosáhnou třech až čtyřech týdnů, začínají přijímat tuhou stravu. Mateřské mléko hraje v jejich výživě stále nižší roli, až ve věku 6 až 8 týdnů už kojení není potřebné. Přesto zpravidla v malé intenzitě kojení pokračuje, často až do 3 měsíců věku kotěte, kdy teprve dochází k úplnému odstavu.
Pohlaví koťat lze zpravidla rozpoznat snadno již při porodu. Později dochází k růstu srsti v oblasti genitálií, takže se pohlaví rozeznává hůře. Vývod močové trubice u kocoura je kulatý, zato u kočky je šterbinovitý. Dalším významným rozdílem je vzdálenost mezi vývodem močové trubice a řitním otvorem, která je větší u kocourů než u koček.
Koťata jsou značně sociálními tvory a stráví většinu bdění různými hrami a interakcemi s dalšími jedinci. Hry s ostatními koťaty se nejvíce rozvíjejí kolem třetího až čtvrtého měsíce po narození, zato číhání a lov pak kolem pátého měsíce věku. Koťata mohou být při těchto hrách snadno zraněna, protože se skrývají v temných místech, kde mohou být přehlédnuta.
Ačkoliv koťata kočky domácí jsou často posílána do nových domovů již ve věku 6 až 8 týdnů, je zákonem dáno, aby se svou matkou a ostatními koťaty zůstávala až do 14 týdnů. Období mezi 6 a 14 týdny věku je totiž podstatné pro rozvoj sociálního chování. V některých státech je proto zakázáno odstavovat od matky koťata mladší 8 týdnů a chovatelé proto často neprodávají koťata mladší 14 týdnů.

## Zdraví
Domácí koťata ve vyspělých státech bývají obvykle očkována proti běžným chorobám mezi druhým a třetím měsícem věku. Obvykle užívaná vakcína – tzv. trojkombinace – chrání před kočičím parvovirem (FPV), kočičí kalicivirózou (FCV) a rhinotracheitidou (tzv. kočičí rýmou). Očkování se provádí dvakrát nebo třikrát, v osmi, dvanácti a šestnácti týdnech. Odčervení se provádí pravidelně pomocí odčervovací pasty nebo tablet, zpravidla v dvoutýdenních intervalech od 4 do 12 týdnů věku a dále pak 1–2× ročně. Někteří veterináři ovšem považují preventivní odčervování psů a koček za zbytečné.

## Kastrace

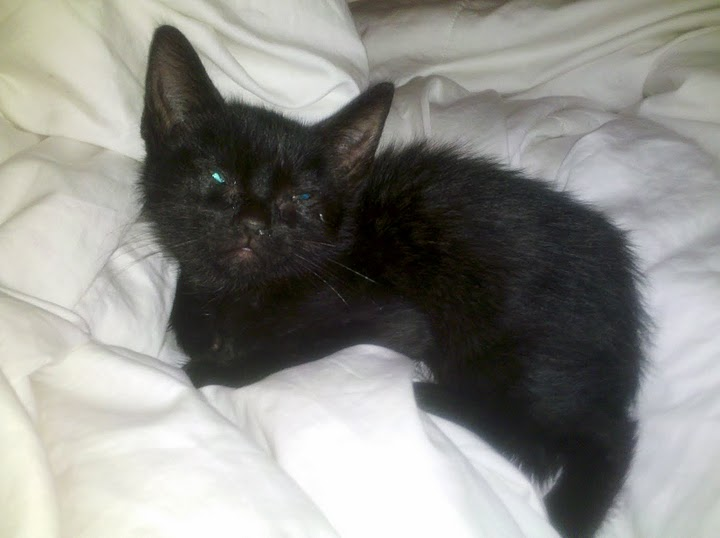
Osiřelé kotě jevící známky podvýživy

Koťata, která nejsou určena k chovu, mohou být kastrována kolem sedmého měsíce věku. Někdy se kastrace provádí už od sedmého týdne, to však závisí na rozhodnutí konkrétního veterináře, který musí posoudit možná zdravotní rizika (zejména u koťat malého vzrůstu).

## Osiřelá koťata
V přírodě málokdy přežijí koťata osiřelá před šestým týdnem věku. U některých druhů vytvářejících sociální skupiny (např. lvi) je možné, že jej za své přijme jiná samice, která má rovněž zrovna mladé.
Malá koťata potřebují vysoce kalorickou stravou s vyšším obsahem bílkovin. Mateřské mléko pijí každé 2 až 4 hodiny a pak potřebují fyzickou stimulaci k vyměšování a kálení. Běžné kravské mléko neposkytuje koťatům všechny potřebné látky, a tak nemůže mateřské mléko uspokojivě nahradit.
Koťata odkojená ručně bývají i v dospělosti mnohem více vázána na lidi, často mohou velmi snadno měnit náladu a chovat se v některých případech až agresivně. Často jsou podvyživená, zvláště pokud osiřela v útlém věku, což s sebou nese i různé zdravotní problémy v budoucnu, např. choroby srdce. Navíc jsou citlivější na infekce, protože nedostala protilátky z mateřského mléka.